# 漢蘇斯龍屬
漢蘇斯龍屬（學名：Hanssuesia）是種厚頭龍亚目恐龍，生存於白堊紀。漢蘇斯龍生存於現今的亞伯達省與蒙大拿州。
模式種是斯氏漢蘇斯龍（H. sternbergi），原先是由巴納姆·布郎（Barnum Brown）與埃里希·馬蘭·史萊克（Erich Maren Schlaikjer）在1943年命名為斯氏傷齒龍（Troodon sternbergi），之後在2002年被改歸類於劍角龍的一種。在2003年，羅伯特·蘇利文（Robert Sullivan）將這個種改建立為漢蘇斯龍屬。屬名是以美國古生物學家漢斯·戴爾特·蘇伊士（Hans-Dieter Sues）為名。在2005年的一份親緣分支分類法研究中，漢蘇斯龍曾再度被列為斯氏劍角龍（Stegoceras sternbergi）。
目前已發現7個標本，主要是額頂骨，發現於加拿大亞伯達省的恐龍公園組（地質年代約7650萬到7500萬年前的坎潘階晚期），以及老人組（地質年代約7750萬到7650萬年前的坎潘階中期），還有蒙大拿州的朱迪河組（地質年代約7600萬到7500萬年前）。
如同其他厚頭龍類，漢蘇斯龍具有厚的顱頂。漢蘇斯龍與其他厚頭龍類的差別在於，其頂骨有個凹陷處、頂額部顱頂寬、寬廣的鼻部、縮小的前額葉、以及縮小的頂骨-鱗狀骨隆起。

## 外部連結
- Pachycephalosauria